# Das Blutbiest
Das Blutbiest (Originaltitel: The Blood Beast Terror) ist ein britischer Horrorfilm aus dem Jahr 1968 von Vernon Sewell. Das Drehbuch stammt von Eve Wilson und Peter Bryan. Die Hauptrollen sind mit Peter Cushing, Robert Flemyng, Wanda Ventham und Vanessa Howard besetzt. Zum ersten Mal ins Kino kam der Film im Januar 1968 in Großbritannien. In der Bundesrepublik Deutschland hatte er seine Premiere am 14. März 1969.

## Handlung
Die Titelfigur ist eine ins Riesenhafte vergrößerte Totenkopfmotte, ein Geschöpf Professor Mallingers. Zuweilen verwandelt sie sich in des Professors Töchterchen Clare und begrüßt artig die Gäste, meistens junge Insektenforscher. Wenn jedoch die Rede auf Puppen, Larven und Raupen kommt, errötet sie leicht. Geheimnisvolle Morde an Entomologen beunruhigen die Öffentlichkeit und die Polizei. Merkwürdige Tierschuppen werden an den Tatorten gefunden. Die Opfer sind blutleer und weisen die gleichen Tötungsmerkmale auf. Die Spuren führen Inspektor Quennel, der mit dem Fall betraut ist, immer wieder in das Haus des Biologieprofessors, der auf entsprechende Fragen merkwürdig reagiert und nach einem weiteren Mord seinen Wohnsitz in ein kleines Fischerdorf verlegt.
In Mallingers Haus findet die Polizei nur die Leiche des Butlers und eine Fülle von Skelettknochen in einem nach Verwesung stinkenden Keller. Daraufhin folgt der Inspektor dem Flüchtling inkognito. Clare stillt trotz Verbotes ihres Vaters ihren Blutdurst an einem jungen Gärtner. Mallinger tötet zur Strafe die männliche Motte, die er ihr eigentlich zum Gespielen machen wollte, worauf er selbst Clares Opfer wird. Als sich dann die Blutgierige auch noch an einem jungen Schmetterlingsfänger vergreifen will, stört sie Inspektor Quennel und lockt sie in den Feuertod.

## Kritiken
Der Evangelische Film-Beobachter fasst seine Kritik wie folgt zusammen: „Ein von der Konzeption her interessanter Horror- und Kriminalfilm, dem jedoch das Tempo und die Spannung fehlen.“ Das Lexikon des internationalen Films nennt das Werk als ein von Buch, Regie und Darstellung her minderwertigen Horrorfilm.